# Liga Uruguaya de Básquetbol 2003
La I Liga Uruguaya de Básquetbol, edición 2003, organizada por la FUBB, se llevó a cabo entre el 17 de marzo de 2003 al 23 de junio del mismo año, consagrando a Defensor Sporting como campeón por primera vez.
Esta liga coexistió con el Campeonato Federal, pero se diferenciaba de este ya que la Liga buscaba la participación de los equipos del interior.

## Sistema de disputa
El sistema de disputa de la Liga consta básicamente de dos etapas: el torneo clasificatorio y los play-offs que abarca los cuartos de final, las semifinales y las finales. Además se separara a los equipos en dos grupos o zonas dependiendo su procedencia los equipos de la capital perteceran a la zona Montevideo y los del resto del país a la zona Interior.
El Torneo Clasificatorio constará de tres ruedas, en las primeras dos ruedas los equipos jugarán contra todos sus rivales sin importar la zona, mientras que en la tercera solo competirán contra los equipos de su misma zona. No habrá descensos pero los equipos que queden en el último lugar de la tabla de su zona serán eliminados mientras que el resto pasa a jugar en Play offs.
La primera fase de los play-offs son los cuarto de final (los cruces se darán de acuerdo a la posición en la tabla, 1.º vs.4.º, 2.ºvs.3.º entre los equipos pertenecientes a la misma zona), al mejor de tres. Los vencedores pasarán a semifinales (donde se enfrentarán entre sí los semifinalistas de la misma zona) que se jugarán al mejor de cinco, de estas semifinales saldrán triunfantes solo dos equipos (uno del Interior y otro de Montevideo) que se enfrentarán también en cinco contiendas por el título de Campeón de la Liga Uruguaya de Básquetbol.
Finalizó campeón DSC ganando una final con el robo más alevoso de la historia del básketbol uruguayo.

## Equipos participantes

### Información de los equipos
| Club                | Ciudad         | Estadio                          | Capacidad | Fundación                |
| ------------------- | -------------- | -------------------------------- | --------- | ------------------------ |
| Aguada              | Montevideo     | Estadio Aguatero                 |           | 28 de febrero de 1922    |
| Cordón              | Montevideo     |                                  |           | 8 de mayo de 1944        |
| Defensor Sporting   | Montevideo     | Estadio Alberto Casal (Bohemios) |           | 14 de septiembre de 1910 |
| Trouville           | Montevideo     | Gimnasio Club Trouville          |           | 1 de abril de 1922       |
| Anastasia           | Fray Bentos    | Estadio Socios Fundadores        |           | 1959                     |
| Independiente       | Mercedes       |                                  |           |                          |
| Paysandú BBC        | Paysandú       |                                  |           |                          |
| Club Atletico Plaza | Nueva Helvecia | Estadio Néstor Naviliat          |           | 25 de agosto de 1934     |
| Salto Uruguay       | Salto          |                                  |           | 5 de abril de 1905       |

## Desarrollo

### Torneo Clasificatorio
| Montevideo |                   |    |    |    |       |
| Puesto     | Equipo            | PG | PP | PJ | Ptos. |
| 1.º        | Defensor Sporting | 18 | 4  | 22 | 40    |
| 2.º        | Aguada            | 16 | 6  | 22 | 38    |
| 3º         | Trouville         | 10 | 12 | 22 | 32    |
| 4º         | Cordón            | 7  | 15 | 22 | 29    |
| 5º         | Welcome           | 4  | 18 | 22 | 26    |

|  | Equipos clasificados a Play offs. |

| Interior |               |    |    |    |       |
| Puesto   | Equipo        | PG | PP | PJ | Ptos. |
| 1.º      | Salto Uruguay | 15 | 7  | 22 | 37    |
| 2.º      | Paysandú BBC* | 14 | 7  | 21 | 33    |
| 3.º      | Anastasia     | 10 | 11 | 21 | 31    |
| 4.º      | Independiente | 9  | 13 | 22 | 29    |
| 5.º      | Plaza NH      | 6  | 16 | 22 | 28    |

- Paysandú BBC fue sancionado con la pérdida de dos puntos.

|  | Equipos clasificados a Play offs. |

### Play-offs
|  | Cuartos de final     | Cuartos de final |                 |                      | Semifinales | Semifinales |  |                      | Final | Final |  |
|  |                      |                  |                 |                      |             |             |  |                      |       |       |  |
|  |                      |                  |                 |                      |             |             |  |                      |       |       |  |
|  | 1M Defensor Sporting | 2                |                 |                      |             |             |  |                      |       |       |  |
|  | 1M Defensor Sporting | 2                |                 |                      |             |             |  |                      |       |       |  |
|  | 4M Cordón            | 0                |                 |                      |             |             |  |                      |       |       |  |
|  | 4M Cordón            | 0                |                 | 1M Defensor Sporting | 3           |             |  |                      |       |       |  |
|  |                      |                  |                 | 1M Defensor Sporting | 3           |             |  |                      |       |       |  |
|  |                      |                  | 3M Trouville    | 1                    |             |             |  |                      |       |       |  |
|  | 2M Aguada            | 0                | 3M Trouville    | 1                    |             |             |  |                      |       |       |  |
|  | 2M Aguada            | 0                |                 |                      |             |             |  |                      |       |       |  |
|  | 3M Trouville         | 2                |                 |                      |             |             |  |                      |       |       |  |
|  | 3M Trouville         | 2                |                 |                      |             |             |  | 1M Defensor Sporting | 3     |       |  |
|  |                      |                  |                 |                      |             |             |  | 1M Defensor Sporting | 3     |       |  |
|  |                      |                  | 2I Paysandú BBC | 2                    |             |             |  |                      |       |       |  |
|  | 1I Salto Uruguay     | 2                | 2I Paysandú BBC | 2                    |             |             |  |                      |       |       |  |
|  | 1I Salto Uruguay     | 2                |                 |                      |             |             |  |                      |       |       |  |
|  | 4I Independiente     | 0                |                 |                      |             |             |  |                      |       |       |  |
|  | 4I Independiente     | 0                |                 | 1I Salto Uruguay     | 1           |             |  |                      |       |       |  |
|  |                      |                  |                 | 1I Salto Uruguay     | 1           |             |  |                      |       |       |  |
|  |                      |                  | 2I Paysandú BBC | 3                    |             |             |  |                      |       |       |  |
|  | 2I Paysandú BBC      | 2                | 2I Paysandú BBC | 3                    |             |             |  |                      |       |       |  |
|  | 2I Paysandú BBC      | 2                |                 |                      |             |             |  |                      |       |       |  |
|  | 3I Anastasia         | 0                |                 |                      |             |             |  |                      |       |       |  |
|  | 3I Anastasia         | 0                |                 |                      |             |             |  |                      |       |       |  |
|  |                      |                  |                 |                      |             |             |  |                      |       |       |  |

|                                                            |
| Uruguay                                                    |
| Campeón Uruguayo 2003 Defensor Sporting 1.er título de LUB |